# Andrónico II Paleólogo
Andrónico II Paleólogo (en griego: Ἀνδρόνικος Δούκας Ἄγγελος Κομνηνὸς Παλαιολόγος, romanizado: Andrónikos Doúkās Ángelos Komnēnós Palaiológos; 25 de marzo de 1259 - 13 de febrero de 1332), emperador bizantino, fue el hijo mayor de Miguel VIII Paleólogo, a quien sucedió en 1282, y de su esposa Teodora Ducaina Vatatzina, sobrina-nieta paterna de Juan III Ducas Vatatzés. Reinó hasta 1328, durante su reinado, dejó que la flota, que su padre había organizado, entrase en decadencia, y de este modo al imperio le resultó más difícil oponerse a las demandas de tributo por parte de las potencias rivales de Venecia y Génova.
En su época, los turcos otomanos bajo Osmán I conquistaron casi toda Bitinia, siendo derrotados los bizantinos en la batalla de Bafea (1302). Para luchar contra ellos, el emperador pidió ayuda a Roger de Flor, capitán de un regimiento de mercenarios aragoneses y catalanes llamados almogávares conocido como Gran Compañía Catalana. Los turcos fueron derrotados, pero Roger de Flor se convirtió en un enemigo importante para el poder imperial. Roger fue asesinado por el hijo de Andrónico y coemperador (al que a menudo se conoce como Miguel IX, aunque nunca reinó en su propio nombre) en 1305 y los almogávares, para vengar su muerte, declararon la guerra a Andrónico y, tras devastar Tracia y Macedonia, conquistaron el Ducado de Atenas y Tebas. La venganza fue tan horrible que en historia se conoce como la «venganza catalana», y en Grecia existe una maldición: «¡Ojalá te alcance la venganza catalana!».
A partir de 1320, el emperador estuvo en guerra con su nieto paterno Andrónico III Paleólogo. Abdicó en 1328 y murió en 1332.

## Juventud y personalidad
Andrónico II fue asociado al trono en 1272 por su padre Miguel VIII Paleólogo, este último quería legitimar la Dinastía Paleólogo, aún reciente. En 1278, fue enviado a encabezar un ejército en Asia Menor para luchar contra el avance turco en la región del Meandro. De hecho, es el Megadoméstico Miguel Tarcaniota quien dirige el ejército. Este último logró expulsar a los selyúcidas de la región y Andrónico II decidió reconstruir la ciudad de Tralles, a la que renombró "Andronicopolis". Le pide a Miguel Tarcaniota trasladar 36 000 habitantes y construir murallas, pero la ciudad es olvidada. Esto llevó a la caída de Andronicopolis alrededor de 1280, después de la partida de Andrónico. Esta derrota llevó al fin de la dominación del Imperio Bizantino en el suroeste de Asia Menor.
Sin ser un emperador incompetente, Andrónico no tiene las mismas cualidades como jefe de Estado que su padre y esto explica el estado de desintegración avanzada en la que el Imperio está al final de su reinado. Como muchos de sus predecesores, Andrónico, muy religioso, está muy involucrado en disputas teológicas. También parece estar lleno de incertidumbres y esto favorece la importante influencia que tiene su séquito. Así Andrónico es fácilmente influenciado por sus ministros como Teodoro Mouzalon o Teodoro Metoquita. Consciente del estado de las fuerzas del Imperio, lucha por remediarlas mediante reformas efectivas, cuando no aumenta su declive.

## Un contexto problemático

### Un imperio restaurado
En 1261, Miguel VIII cumplió el deseo más ferviente de los emperadores de Nicea al reconquistar Constantinopla. Regresa al Imperio Bizantino su capital tradicional y parece una vez más capaz de darle al Imperio la influencia mundial que tenía antes. Durante su reinado, si Miguel VIII no logró extender las fronteras del Imperio de manera sustancial (con la excepción de las islas del Egeo tomadas por Licario), logró preservar al Imperio de las diversas amenazas a su existencia. Contuvo el peligro de Bulgaria, aisló al Despotado de Epiro, pero sobre todo, se las arregló para alejar el peligro de Carlos I de Anjou. Este último deseaba restaurar la dominación latina con el apoyo del papado, pero Miguel VIII logra reconciliar las buenas gracias de la Santa Sede al aprobar la Unión de las dos Iglesias en el Segundo Concilio de Lyon de 1274 a pesar de la virulenta oposición de un gran parte del clero y la población. Al mismo tiempo y gracias al apoyo aragonés, logró provocar un movimiento de rebelión entre la población siciliana conocida como Vísperas sicilianas que invierte a Carlos I de Anjou en 1282. Finalmente, Miguel VIII intenta actuar activamente en el frente oriental contra la amenaza Selyúcida, pero la muerte lo alcanza antes de que pueda lanzar una gran ofensiva, según indican algunas fuentes existentes.

### Múltiples crisis
El éxito de Miguel VIII oculta un imperio en ruinas y en decadencia. Si Miguel logró recuperar Constantinopla, fue sobre todo porque estaba en manos de un Imperio latino abandonado por las potencias occidentales, con la excepción de Venecia. Constantinopla no tiene los medios para defender militarmente todas sus fronteras y debe recurrir a políticas cuyo mejor ejemplo se encuentra en la política unionista dirigida por Miguel VIII, cuyo objetivo es poner fin al cisma que divide el cristianismo. Pero es la persistencia de este cisma lo que motiva al papado a destruir el Imperio bizantino, que espera poner fin a la división de la Iglesia cristiana. Además, la Unión permitiría a Constantinopla protegerse de las amenazas de sus opositores latinos que cuentan con el apoyo del Papa. Sin embargo, lejos de ser unánime entre la población bizantina, esta política refuerza las tensiones. Al mismo tiempo, los bizantinos parecen ignorar la amenaza que representan los selyúcidas en Anatolia. Dividido en múltiples beylicatos conquistaron poco a poco los territorios asiáticos del Imperio, descuidados desde la restauración de la soberanía bizantina en Constantinopla. Este evento mueve el centro de gravedad del Imperio hacia Europa. Sin embargo, la pérdida de estos territorios conduce a una degradación gradual del Imperio Bizantino, que enfrenta una situación financiera cada vez más alarmante debido a la intensa actividad diplomática desplegada por Miguel VIII. Este declive económico se ve agravado por la feroz competencia entre Venecia y Génova que intentan conquistar el monopolio del comercio regional a expensas del Imperio bizantino. Por otra parte, el reinado de Miguel VIII conduce a un predominio de la nobleza, cada vez más importante, a expensas de los pequeños productores y a la ruina, además, de las bases tradicionales del Imperio bizantino. De este modo, en 1282, Andrónico II es la cabeza de un imperio restaurado pero profundamente debilitado y está lejos de haber recuperado el prestigio que tenía en el siglo XII, antes del saqueo de Constantinopla en 1204. La supervivencia de los Estados separatistas griegos de Epiro y Tesalia o los estados francos de Grecia (Ducado de Atenas, principado de Acaya) simbolizan esta decadencia del Imperio bizantino que no logra recuperarse de manera única y sólida. Ya en la década de 1280, parecía que Andrónico II gobernaba un estado que era poco más que un poder regional de importancia pero que ya no podía imponer su voluntad.

## La política interna de Andrónico II

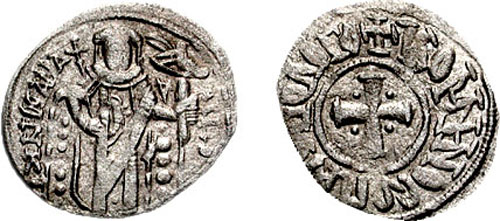
Moneda de Andrónico II.

Su reinado está marcado por el deterioro de las finanzas públicas, el debilitamiento del sistema administrativo, el fin de la unión con la Iglesia Católica y las tensiones dentro de la Iglesia Bizantina, la reducción del ejército y la destrucción de la flota de guerra.

### Política religiosa
Al igual que muchos otros emperadores bizantinos antes que él, Andrónico II concede gran importancia a las cuestiones religiosas a pesar de la inminencia de peligros mucho mayores. De hecho, está convencido de que la estabilidad del Imperio se debe ante todo a la resolución de crisis que afectan a la Iglesia bizantina.

#### El fin de la unión
Durante su reinado, Miguel VIII trató de reconciliarse con la Iglesia Católica para evitar cualquier intento por parte de Occidente de retomar Constantinopla y restaurar el Imperio latino de Constantinopla. Esta política condujo en 1274 a la Unión de las dos Iglesias, declarada en el Segundo Concilio de Lyon. Sin embargo, una gran parte del clero griego se opuso a este acto, a esto se sumaba que los papas le exigían más y más concesiones al emperador. Estos eventos debilitan la Unión de Iglesias. Andrónico II es consciente de esta realidad y, ante la hostilidad de la población, se sitúa del lado de los antiunionistas. Esta política está simbolizada por el entierro de Miguel VIII en un pequeño monasterio en Tracia y el regreso de José de Constantinopla al trono patriarcal, por otro lado. Juan XI Becco, el ex Patriarca de la Unión, se exilió en un monasterio en Bursa en 1283.
Si el Imperio no conoce el derramamiento de sangre, los unionistas sufren hostigamiento y los antiunionistas piden su condena. Así, aún en 1283, se convoca un nuevo sínodo cerca del Palacio de las Blanquernas que obliga a Teodora Ducaina Vatatzina, la viuda de Miguel VIII, a actuar con contrición. En 1285, los antiunionistas volvieron a la carga y obtuvieron la apertura de un nuevo sínodo para obtener el arrepentimiento de Juan XI Beccos y otros eclesiásticos, sin resultado, y Juan XI es encarcelado. Este sínodo termina con la publicación de un texto que recuerda las tesis ortodoxas. Este último condena la doctrina del patriarca Gregorio II de Chipre durante un sínodo en 1289, lo que resulta en una nueva vacante de la sede patriarcal.

#### La cuestión de Arsenio
La deposición en 1266 del patriarca Arsenio Autoriano, que había excomulgado a Miguel VIII por haber cegado a Juan IV Lascaris, condujo a una violenta disputa dentro de la Iglesia bizantina. De hecho, Arsenio mantiene a muchos partidarios en Asia Menor y su muerte en 1273 no impide la continuación del cisma. Sus partidarios se niegan a seguir al Patriarcado de Constantinopla. La muerte de José de Constantinopla y su reemplazo por Gregorio II de Chipre no cambia la situación porque los arsenitas esperan el ascenso de uno de los suyos en el trono. Andrónico II convocó un concilio en Adramitio para terminar el cisma pero las dos partes no pueden conciliarse. Los arsenitas continuaron exigiendo la expulsión de Gregorio II de Chipre. Andrónico II luego trata de dividir el movimiento al reconciliar a los más moderados, porque la cuestión de Arsenio es más una cuestión política que religiosa. Los partidarios de Arsenio son a menudo partidarios de la familia Láscaris, legítimo contendiente al trono imperial desde la expulsión de Juan IV Láscaris por Miguel VIII Paléologo.
En consecuencia, Andrónico II visita a Juan IV Láscaris en su prisión en el Mar de Mármara para pedir perdón y ser reconocido como emperador por él. A pesar de estas diferentes acciones, la causa de Arsenio sigue viva y no disminuye hasta la invasión gradual de los últimos territorios asiáticos del Imperio bizantino por los turcos. Esto permite que el Patriarca de Constantinopla Nefón encuentre una solución al cisma en 1310. La Bula de oro del emperador finalmente pone fin al conflicto con la promesa de que ni Atanasio I ni Juan XI de Constantinopla serían repuestos en el trono patriarcal, mientras que el nombre de José de Constantinopla se borrará de los dípticos. En septiembre de 1310, la encíclica de un patriarca consagra la unidad de la Iglesia ortodoxa a pesar de la persistencia de algunos movimientos aislados de arsenitas.

#### El Patriarcado de Atanasio I
Para suceder a Gregorio II de Chipre en 1289, Andrónico II consigue la elección al trono patriarcal de Atanasio I de Constantinopla, ermitaño del Monte Athos, conocido por su estilo de vida ascético y su compromiso con los principios del monacato primitivo. Ansioso por reformar la Iglesia, Atanasio denunció los excesos de los sacerdotes, acusados de acumular riquezas y confiscó la propiedad de los monasterios en beneficio de los necesitados. Jorge Paquimeres y Nicéforo Grégoras, insisten en la extrema frugalidad de su existencia. Según Atanasio, las calamidades que cayeron sobre el Imperio y la Iglesia se debieron al exceso de lujo y pompa. Por lo tanto, desvía parte de los ingresos de los monasterios para ayudar a los pobres. Estas medidas, apoyadas por el emperador, de quien algunos sospechan que sometió al patriarca, provocan fuertes protestas entre la población y los círculos eclesiásticos. Bajo presión, Atanasio finalmente renunció, sin embargo, emitió un documento en el que pronunciaba un anatema contra los acusados de ser la causa de su renuncia. Fue reemplazado por el monje Juan de Sozopolis, quien se convirtió en patriarca en 1294 bajo el nombre de Juan XII Kosmas. Si es más diplomático que Atanasio, se niega a ratificar la solicitud de Andrónico II, que quiere instituir la excomunión del pueblo rebelde contra la autoridad imperial. Sin embargo, apoya al emperador en su enfoque para condenar a ciertos obispos que sobornan a sus votantes para llegar al episcopado.
A pesar de este acuerdo entre las dos autoridades bizantinas, Juan XII se opuso repetidamente a Andrónico II, que pensó en reponer a Atanasio. En 1302, Juan XII Kosmas amenaza con renunciar y Andrónico II se apoya en los supuestos dones proféticos de Atanasio I de Constantinopla para legitimar su regreso. Una vez más, Atanasio comenzó una política de austeridad que golpeó al clero. Este último se opone firmemente al patriarca, pero el emperador apoya a Atanasio. Este último efectivamente ayuda a los refugiados de Asia Menor. Al mismo tiempo, despoja a los patriarcas de Alejandría, Antioquía y Jerusalén de sus propiedades. En 1309, Atanasio decidió dedicarse definitivamente a la vida monástica. Fue reemplazado por Nefón I de Constantinopla, quien se convirtió en patriarca en mayo de 1310. Mucho menos ascético que su predecesor, buscó sobre todo preservar la unidad de la Iglesia.
Desde Nefón, el trono patriarcal cambio de dueño constantemente. En 1314, Nefón dio paso a Juan XIII Gliquis después de ser condenado por simonía. Juan XIII Gliquis se retiró en 1319 y Gerásimo I de Constantinopla fue su sucesor hasta su muerte en 1321. Después de un paréntesis de dos años, Isaías de Constantinopla accede al patriarcado. A pesar de esta inestabilidad, la influencia de la Iglesia siguió siendo fuerte y el patriarca se beneficia de las nuevas habilidades de Andrónico II. Entonces en noviembre de 1312, Andrónico separa el Monte Athos de su autoridad para colocarlo bajo la autoridad del patriarca, decidiendo que la primacía de los monasterios en adelante sería nombrada por el patriarca. Al mismo tiempo, el prestigio de la Iglesia bizantina en Europa aumenta a medida que se reducen las fronteras del Imperio. Andrónico II creó así el puesto de Metropolitano de Lituania, cuyo primer titular fue coronado por Juan Glykys.

### Dificultades financieras
A la muerte de Miguel VIII, las finanzas del Imperio estaban en su peor momento y Andrónico II no tuvo más remedio que recortar gastos. Sin embargo, se acepta comúnmente que el emperador va demasiado lejos en esta dirección y que así priva al Imperio de una gran parte de su poderío militar. El ejército, vio reducir drásticamente su mano de obra, su calidad y su reclutamiento, que se había basado en mercenarios durante décadas. Estos mercenarios eran cretenses o alanos que huían respectivamente de la dominación veneciana o del avance de los tártaros y constituían la mayor parte del ejército. Para la marina, la evolución es aún más desastrosa ya que es desmantelada. Andrónico II decidió confiar en su alianza con Génova ya que Carlos I de Anjou murió en 1285 y, con esto, los peligros de invasión que venían de Italia se desvanecieron. Esta política tiene efectos desastrosos: Génova se dedica sobre todo a la defensa de sus propios intereses y deja las islas del Egeo abandonadas, mientras las tripulaciones de la extinta armada bizantina recurren a los italianos o los selyúcidas para asegurar su subsistencia. Ante la invasión gradual de las costas occidentales de Asia Menor por los selyúcidas, que comienzan a construir una flota, Andrónico II intenta reconstituir la armada bizantina mandando construir diez barcos, pero esto es insuficiente.
En cuanto al ejército terrestre, el objetivo de Andrónico es mantener un ejército de 3.000 jinetes. Es una fuerza insignificante en comparación con las tropas que Miguel VIII pudo reunir, y Nicéforo Grégoras habla del ejército bizantino como el hazmerreír del mundo entero.
Al mismo tiempo, la economía del Imperio no puede producir riqueza. En este momento la riqueza de la tierra estaba en manos de unos pocos grandes propietarios. Anteriormente, Miguel VIII estableció la transmisión hereditaria del feudo recibido por donación imperial (la "pronoia"), lo que condujo a una feudalización del Imperio, mientras que la obligación militar que debían los pronoarios cayo gradualmente en desuso. Este régimen condujo a una reducción gradual en el número de indígenas, lo que obligó al Imperio a reclutar mercenarios. Además, la riqueza se convirtió en propiedad de los únicos grandes terratenientes (incluidos muchos monasterios) que se opusieron a cualquier voluntad imperial de compartirla de manera más justa. Este feudalismo de los grandes dominios desvió así importantes ingresos a favor de la aristocracia y los monasterios. Viendo la imposibilidad de atacar bienes eclesiásticos, Andrónico II intenta gravar a los propietarios seculares, pero estos impusieron el peso de los impuestos a los parikoi, es decir, a los campesinos que trabajan la tierra dentro de sus propiedades. Así, Andrónico financia su expedición naval de 1283 en Tesalia instituyendo un diezmo sobre el producto de los dominios de los pronarios, y Jorge Paquimeres afirma que de hecho son los parikoi quienes soportan el peso de este diezmo. La situación empeora debido a las oleadas de refugiados que huyen de los avances de los turcos y se refugian en grandes ciudades como Constantinopla o Salónica. Finalmente, el poder de la aristocracia terrateniente solo aumentó durante el reinado de Andrónico II a expensas de la autoridad imperial, más aún, desde que Andrónico II intentó apoyarse en ella durante su guerra contra Andrónico III, dándole nuevos privilegios.

#### La moneda
Bajo Andrónico II, la moneda bizantina perdió gradualmente su valor hasta el punto de ver caer su crédito en el extranjero a favor de las monedas de las repúblicas italianas. Si bien al comienzo del siglo XIII la moneda bizantina tiene 90% de su valor nominal, esta tasa se reduce a menos del 50% como consecuencia de la crisis económica de principios del siglo XIV. Esta devaluación tiene la consecuencia directa de un aumento en los precios de los alimentos, que arruina a la población bizantina, mientras que la moneda de oro bizantina se convierte en un objeto de acaparamiento. Las diversas medidas de Andrónico II para reponer las arcas del Estado siguen sin tener grandes efectos, sobre todo porque las repúblicas italianas confiscan los recibos de aduana. En la Alta Edad Media, los retornos anuales del Imperio ascendían a siete, incluso ocho millones de nomismata. Bajo Andrónico II, el presupuesto anual del Imperio no supera el millón de hyperpyrones, gran parte del cual se destina a pagar varios tributos. De hecho, con el ejército bizantino reducido al mínimo estricto, Andrónico no tiene otro medio para garantizar la seguridad del Imperio que comprar la paz.

### Cambios en la administración bizantina
El nombramiento del hijo de Andrónico II, Miguel IX Paleólogo, como coemperador en 1294 confirma la tendencia nacida bajo el reinado de Miguel VIII. Bajo los Paleólogo, el coemperador disfrutó de habilidades importantes que igualaron a las del emperador; Miguel IX jugó un papel importante en la política imperial, aunque solo fuera un líder militar. Poco a poco, el tradicional centralismo del Imperio bizantino se convierte en un reparto del poder entre los miembros de la familia imperial. Sin embargo, esta evolución permanece lejos del modelo feudal occidental, como lo demuestra la disputa entre Andrónico II y su segunda esposa, Yolanda de Montferrato, que desea dividir el poder imperial entre todos los príncipes imperiales. Esto es lo que piensa Nicéforo Grégoras:

"Inédito, quería que los hijos del emperador gobernaran, no monárquicamente de acuerdo con la antigua costumbre romana, sino que compartieran, como los latinos, las ciudades y las tierras del Imperio, que cada uno de sus hijos recibiera un territorio particular conferido a él como propiedad suya y que las diversas partes se les transmitan sucesivamente, de acuerdo con la legislación sobre la propiedad de personas privadas, de su padre a ellos, de ellos a sus hijos siguiendo a sus descendientes. Esta emperatriz, a modo de explicación, era de origen latino y también había tomado de los latinos este nuevo uso que planeaba introducir entre los romanos.
"

A pesar de todo, la autoridad imperial en las provincias bizantinas es cada vez más débil y no reside más que en la personalidad del gobernador. Este último es a menudo un personaje cercano al emperador y solo permanece en el cargo por un corto tiempo, los peligros de una rebelión siguen siendo demasiado grandes. A veces, esta debilidad del poder imperial permitió a los grandes terratenientes tomar el control de las provincias. La aristocracia confirma su dominio sobre la vida del Imperio desde que Andrónico llegó al poder, y su alto nivel de vida contrasta con la creciente miseria de un campesinado aplastado por el peso de los impuestos.
Andrónico II, a su vez, impulsa una reforma en la administración del Peloponeso. Derogó el nombramiento anual de un gobernador militar, y estipuló que esta posición debía darse a una persona hasta su muerte. Poco a poco, el poder bizantino en el Peloponeso renace, mientras que el puerto de Monemvasia recibe importantes privilegios comerciales para oponerse al poder económico de las Repúblicas italianas.

#### La reforma de la justicia
Entre los pocos éxitos de Andrónico II está su reforma judicial, iniciada después del terremoto que golpeó Constantinopla en 1296. Interpretado como un signo de ira divina, este evento involucra la reforma del sistema de justicia para combatir la corrupción y el incumplimiento de las leyes. El antiguo tribunal del hipódromo fue reemplazado por un tribunal de doce jueces (obispos, clérigos, senadores). El emperador juró ante los jueces ser imparcial con cualquier ciudadano del Imperio. Los juicios unánimes son vinculantes para todos, incluido el Emperador. A pesar del éxito de esta nueva institución, parece desaparecer con bastante rapidez durante la guerra civil entre Andrónico II y Andrónico III. Sin embargo, dos principios nacieron de esta reforma: la necesidad de un tribunal de justicia superior a todos los demás y compuesto por hombres honestos, así como el de una alta proporción de clérigos dentro de los tribunales laicos.

## Diplomacia
Frente a una multitud de adversarios, el Imperio Bizantino no tiene los medios para llevar a cabo una política ofensiva contra ellos y trata de evitar cada nuevo peligro sin un plan general. Al mismo tiempo, los selyúcidas se apoderaron de los últimos territorios bizantinos asiáticos sin que Constantinopla fuera realmente consciente de la gravedad de la amenaza turca.

### Las repúblicas marítimas
Desde la captura de Constantinopla en 1204, las repúblicas marítimas italianas ocuparon una gran parte del antiguo espacio marítimo bizantino. Ya sea Génova o Venecia, cada una de las ciudades no duda en enfrentar a Constantinopla y competir con ella con respecto a los frutos del comercio regional. La caída del imperio latino en Constantinopla, apoyado por Venecia, conduce a una cierta degradación de esta que beneficia a Génova. Por lo tanto, esta última ciudad asegura tanto el suministro del Imperio de muchos productos, como también la defensa marítima del mismo. Sin embargo, hay un cierto retorno a la gracia con Venecia a partir de 1285. El tratado de 1277 está efectivamente restaurado. Los venecianos se benefician de un distrito dentro de la ciudad imperial y ven confirmada su soberanía en Creta. La caída de Saint-Jean-d'Acre en 1291, y el fin de los Estados latinos del este, privó a Venecia de su último asentamiento en la región. Muy rápidamente, se volvió hacia el Mar Negro, monopolizado por los genoveses que se establecieron en los antiguos territorios bizantinos de Crimea.
En julio de 1296, pocos días después de que un terremoto hubiera dañado gravemente la capital bizantina, los venecianos lanzaron un ataque contra Constantinopla y Galata. Si Andrónico II hizo arrestar a todos los ciudadanos venecianos, no podría evitar que saqueen las viviendas genovesas y bizantinas ubicadas fuera de los muros. Muy rápidamente, Andrónico se encuentra atrapado en la escalada de tensiones entre Venecia y Génova. Esta última reacciona masacrando a los nobles venecianos de Constantinopla. A cambio, y a pesar de las explicaciones de Andrónico, Venecia envía 18 barcos a Constantinopla. Estos últimos exigen compensación y, ante la negativa de los bizantinos, quemaron ciertos edificios cerca de las Blaquernas, antes de saquear las costas del Mar de Mármara para obtener prisioneros e indirectamente obtener la compensación esperada gracias a los rescates. Si la lucha entre Venecia y Génova terminó en 1299, después de la derrota de Venecia el año anterior, la guerra bizantino-veneciana continuó hasta 1302, cuando Andrónico se negó nuevamente a pagar cualquier compensación. Los venecianos luego envían una nueva flota para devastar los alrededores de Constantinopla y amenazan con matar a todo un grupo de refugiados de Asia Menor para obtener un rescate de 4.000 hiperperiones. Privado de la flota, Andrónico debe renunciar a toda forma de resistencia y en septiembre de 1302, se compromete en un tratado a pagar la suma solicitada. En 1310, este mismo tratado se extendió por un período de doce años. Paradójicamente, Génova aprovecha estos eventos para aumentar la autonomía de su colonia, Galata, al construir un muro. Andrónico II reconoce los derechos de esta ciudad en varias cartas sucesivas pero, a diferencia de su predecesor, ya no tiene los medios para que se reconozca la soberanía bizantina sobre Galata.
Además de la acción nociva de las repúblicas marítimas, Andrónico también sufrió las acciones de los piratas italianos que aprovecharon la ausencia de la armada bizantina para establecer feudos en la región del Egeo. Los hermanos Zaccaria extienden su campo alrededor de Focea y construyen una nueva ciudad (Nea Phokaia), mientras que Benedetto Zaccaria se apodera de la isla de Chios en 1304 con el pretexto de que está desprovista de cualquier defensa contra los turcos. Es el comienzo de un período de dominación italiana en la isla que dura hasta 1329. Domenico Cattaneo actúa de la misma manera en Lesbos. Finalmente, el último ejemplo de la inestabilidad de los aliados italianos del Imperio: Andrea Morisco, entonces al servicio de Andrónico II, tomó el control de la isla de Tenedos por su cuenta después de haber luchado contra los venecianos y los turcos.

### El regreso del peligro Angevino
La muerte de Miguel VIII y la restauración de la ortodoxia privó al despotado de Epiro de uno de sus medios de acción, siendo esta cuestión una razón para legitimar su reclamo al trono. El déspota Nicéforo I Comneno Ducas acepta rápidamente la idea de un compromiso, y su esposa, Ana Paleóloga Cantacucena, asiste al concilio de Adramitio. Sin embargo, el medio hermano de Nicéforo, Juan I Ducas, "sébastokrator" de Tesalia, sigue siendo un feroz oponente del Imperio y planea entregar la antorcha de resistencia a su hijo Miguel. Para eliminarlo, Andrónico le pidió a Ana que le entregue a Miguel y por eso envió en 1283 parte de su flota y su ejército a Tesalia bajo el mando de Tarcaniota. La campaña militar falla, sin embargo, Ana logra capturar a Miguel atrayéndolo a Epiro haciendo falsas promesas de matrimonio con su hija. Miguel es enviado a Constantinopla y sirve como un medio de presión sobre Juan. Andrónico incluso podría haber asegurado el regreso de Epiro al redil imperial al garantizar el matrimonio de su hijo Miguel IX con Tamar Angelina Comnena, hija de Nicéforo y Ana. Esto habría permitido a Miguel IX convertirse en el soberano legítimo de Epiro, pero el patriarca rechaza esta unión en contra de la ley canónica.
La muerte de Juan I Ducas en 1289 da esperanza para un arreglo de la cuestión de los estados griegos del norte de Grecia, pero Andrónico II debe lidiar con el regreso de la amenaza angevina. De hecho, Carlos II de Nápoles, hijo de Carlos I de Anjou, es liberado por Aragón en 1289 y toma posesión del trono de Nápoles. Luego trató de restablecer la soberanía angevina sobre Albania y las costas occidentales de Grecia, mientras afirmaba su soberanía sobre el principado de Acaya dirigido por la viuda de su hermano Felipe de Anjou, Isabel de Villehardouin.
Sin embargo, el matrimonio de Isabel con Florent de Henao es un cambio de juego. Este último es reconocido como príncipe pero decide firmar una tregua con Constantinopla en 1290. A pesar de todo, Florent continúa sirviendo a la política de Carlos II contra el Imperio Bizantino. En 1291, se convirtió en el intermediario entre el Reino de Nápoles y Epiro para revivir la alianza que existía entre las dos entidades bajo Carlos I de Anjou. La alianza prevé, entre otras cosas, el matrimonio de la hija de Nicéforo, Tamar Angelina Comnena, con Felipe I de Tarento, hijo de Carlos II, lo que significa que Felipe I se convertiría en el señor supremo de Epiro a la muerte de Nicéforo. Tal acuerdo trae malos recuerdos al Imperio Bizantino que teme que Epiro pueda convertirse en una cabeza de puente en los Balcanes para el poder angevino. Andrónico envía un ejército a Epiro, bajo la dirección de Miguel Ducas Glabas Tarcaniota, con el apoyo de la armada genovesa. Esta campaña lleva a la captura de Ioannina y Durazzo, pero los bizantinos deben retroceder en 1293 al igual que los genoveses que saquearon las costas de Epiro. Este retiro es causado por la intervención de los aliados de Nicéforo. De hecho, Florent de Henao envía refuerzos al igual que Ricardo Orsini.
En 1294, se llevó a cabo el matrimonio de Felipe I de Tarento y Tamar Ángelina Comneno, lo que permitió a Carlos II una fuerte coalición contra el Imperio Bizantino. Sin embargo, esta amenaza solo es aparente porque el principado de Acaya enfrenta serias disensiones internas que benefician a los bizantinos. Esta debilidad de la coalición anti-bizantina está simbolizada por las divisiones que golpearon al despotado de Epiro tras la muerte de Nicéforo en 1296. Los soberanos de Tesalia intentan aprovecharla para anexar el territorio y Ana Paleóloga Cantacucena decide buscar ayuda de los bizantinos. Estos últimos obtienen el matrimonio de Tomás Ducas, hijo de Nicéforo I, con una de las hijas de Miguel IX Paléologo. Sin embargo, los bizantinos no pudieron aprovechar estos eventos durante mucho tiempo debido a la intervención de los serbios que tomaron Dyrrachium y representaron una nueva amenaza para el Imperio bizantino.

### La amenaza de Serbia
Si la amenaza angevina pierde credibilidad con los años, la expansión serbia se vuelve cada vez más preocupante para el Imperio bizantino. Al igual que los búlgaros que quieren hacer de Constantinopla la capital de un imperio eslavo-griego, los serbios están buscando apoderarse de la ciudad imperial. Desde el saqueo de Constantinopla, los serbios son un pueblo independiente y ganan poder con el declive del Imperio búlgaro y la apertura de minas de plata. En 1282, Stefan Uroš II Milutin subió al trono serbio y comenzó la era de expansión hacia Macedonia. Ya en 1282, Skopie cayó, pronto seguido por Serres, entonces los serbios finalmente alcanzan el Mar Egeo. El envío de tártaros contra ellos por Andrónico tiene poco efecto. El ejército serbio es muy superior y amenaza cada vez más a Salónica.
En 1297, Miguel Tarcaniota intentó repeler a los serbios, pero sin éxito. Para los bizantinos, Macedonia está definitivamente perdida y buscan un acuerdo diplomático. Para esto, Andrónico ofrece la mano de su hermana Eudoxia a Stefan Uroš II Milutin. Sin embargo, Eudoxia era reacia a ir a Serbia, en el cual los bizantinos tenían un negativo a priori, especialmente porque Stefan Uroš II Milutin es conocido por su infidelidad. Andrónico decide ofrecerle a Stefan la mano de su otra hija, Simónida, de cinco años. A pesar de las protestas de la Iglesia, el matrimonio se concluyó en 1299 en Salónica y la dote incluyó los territorios macedonios perdidos por Constantinopla. Esta unión sella la paz entre el Imperio bizantino y Serbia, a pesar de la oposición de los nobles serbios que ven en una guerra la ocasión de realizar conquistas fructíferas. Este matrimonio promueve la penetración de la influencia cultural bizantina dentro de Serbia y alienta a los serbios en su idea de erigir un imperio eslavo-griego.

### El peligro turco
Poco antes de su muerte, Miguel VIII Paleólogo se dedicó a contrarrestar los avances turcos en Asia Menor que amenazaban los territorios asiáticos de Constantinopla. Sin embargo, Andrónico II abandonó Asia Menor tras su acceso al trono a pesar del peligro inminente. La cuestión turca sigue siendo secundaria para el Imperio, ocupado por cuestiones internas o europeas. Sin embargo, los turcos no solo realizan incursiones, sino que se establecen permanentemente en los territorios conquistados, mientras que las poblaciones griegas ofrecen poca resistencia. No fue hasta 1290 que Andrónico decidió seguir una política activa en Asia Menor. Incluso decide instalarse allí y dejar a su hijo Miguel IX los mandos del Estado. Andrónico pasa la mayor parte de su tiempo inspeccionando las defensas del Imperio en la región, pero también termina descubriendo que su hermano Constantino, así como el general Miguel Strategopoulos, están tramando un complot contra él. Esta oposición lleva a Andrónico a regresar a Constantinopla en 1293, donde los conspiradores son juzgados y encarcelados. Sin embargo, este evento demuestra la falta de lealtad de las poblaciones locales hacia el gobierno, ya que apoyan la causa de los rebeldes. Con respecto a su política contra los turcos, Andrónico restaura brevemente el sistema de los akritoi (colonos soldados encargados de garantizar la defensa de su territorio), pero estos últimos pronto se contaminan por el espíritu de revuelta de la población y se colocan bajo el  mando de Alejo Filantropeno. Este general logra llevar a cabo una política victoriosa contra los turcos que empuja más allá del Meandro. Apoyado por la población y sus tropas, Fliantropeno se rebeló contra Constantinopla en 1295. Sin embargo, esta revuelta no sedujo a los otros líderes militares y Filantropeno fue arrestado y cegado.
Andrónico II luego envía a Juan Tarcaniota para luchar contra los turcos en 1298. A pesar de sus simpatías con los arsenitas, obtiene el apoyo del emperador y obtiene importantes éxitos que le permiten recibir refuerzos. Pero pronto, la oposición del patriarca a su nombramiento y las de sus oficiales lo empujaron a dejar el cargo. Fue reemplazado por generales que a menudo eran mediocres y que no obtuvieron resultados convincentes en la guerra contra los turcos. Además de esta ausencia de oficiales competentes, a Andrónico le resultó difícil encontrar soldados porque los mercenarios, muy frecuentemente, dejaban el servicio del Imperio debido a sus saldos impagos. En 1302, logró contratar a los alanos que huían de los mongoles. Se colocan bajo el mando de Miguel IX, quien estableció su campamento en Magnesia. Este último muestra una pasividad asombrosa mientras los turcos saquean el campo circundante. Ante esta estrategia y la falta de botín, los alanos terminaron abandonando gradualmente el servicio del Imperio mientras algunos soldados griegos desertaron. Miguel IX decide abandonar Magnesia, seguido por sus soldados y la mayoría de los habitantes, masacrados por los turcos, mientras que los otros apenas llegan a Europa, donde constituyen un nuevo grupo de refugiados.
Al mismo tiempo, un grupo de 2.000 alanos mantenía la frontera de los Sangarios en Bitinia, pero tuvieron que enfrentarse a una ofensiva turca que derrotó a los bizantinos en la Batalla de Bafea. Después de esta batalla, el campo quedó devastado y la población huyó a Europa. En 1304, los bizantinos liderados por Progonos Sgouros fueron nuevamente derrotados, confirmando la impotencia del Imperio para luchar contra la amenaza turca. Solo la ayuda externa parecía ser capaz de salvar las últimas posesiones asiáticas del Imperio Bizantino. Andrónico primero pide ayuda a Mahmoud Ghazan Khan, el Ilkhan de Persia, pero este muere en 1304. Trató de hacer una oferta comparable a su sucesor en 1305 e, incluso si los mongoles prometieron enviar 40,000 hombres contra los turcos según Jorge Paquimeres, el único resultado de estos contactos consistió en el captura de una fortaleza bizantina por los otomanos, una operación militar destinada a sancionar estos intentos de alianza. Esta nueva pérdida contribuye a suprimir las comunicaciones entre Nicea y Nicomedia.

### El desastre catalán

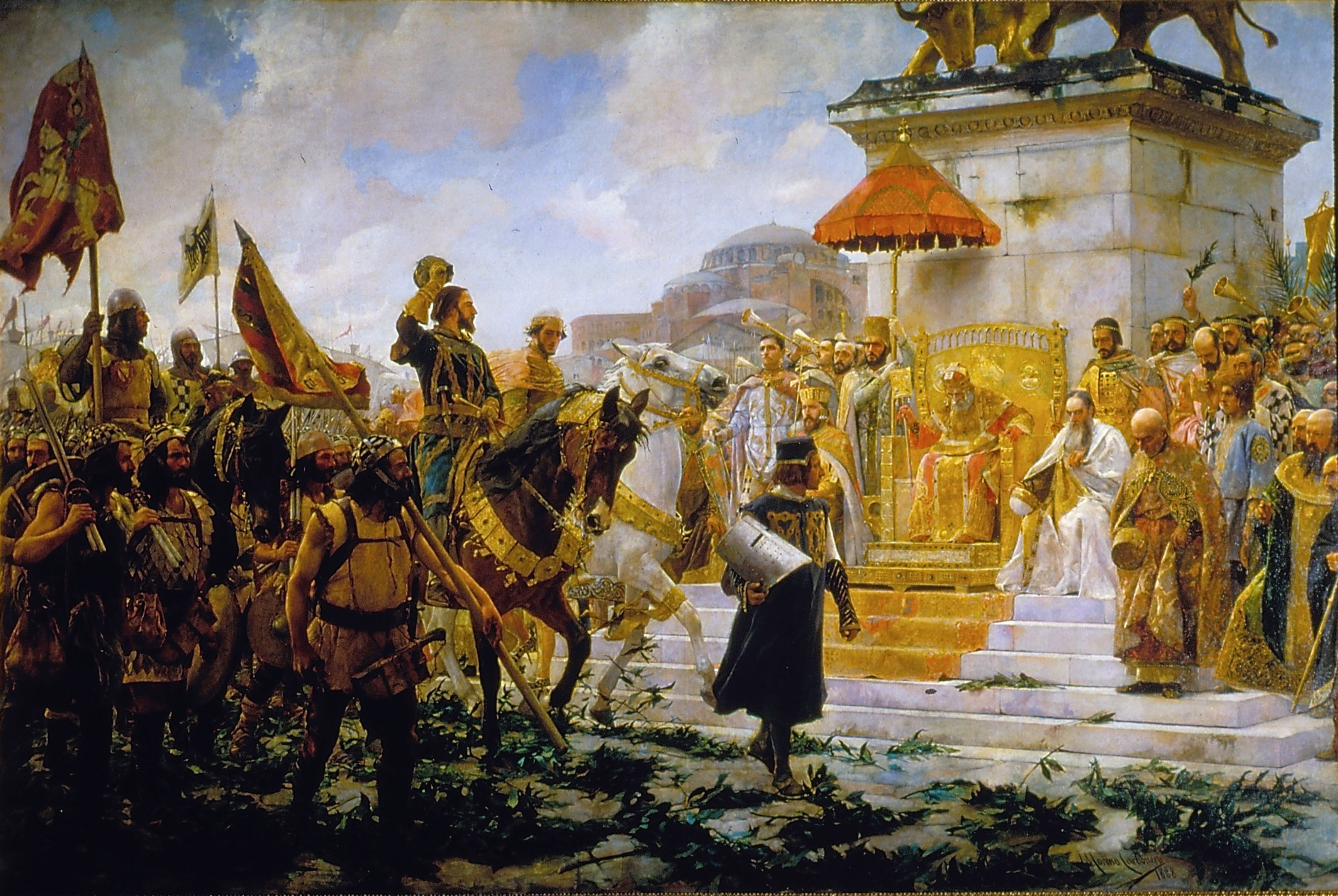
Entrada de Roger de Flor en Constantinopla, de José Moreno Carbonero. 1888. (Palacio del Senado de España).

Después de estos desastres militares, el ejército bizantino se reduce considerablemente y Andrónico intenta decretar la transferencia de beneficios eclesiásticos en beneficio del esfuerzo de guerra, pero se encuentra con una fuerte resistencia del clero. En Asia Menor, los diversos lugares están tratando de defenderse lo mejor que pueden. Así, en Cícico, el obispo Nefón intenta reconstruir los muros de la ciudad, mientras que Miguel IX mantiene la ciudad de Pérgamo hasta el verano de 1303. La salvación del Imperio parece estar en manos de un grupo de mercenarios catalanes liderados por Roger de Flor. Esta tropa se encuentra sin misión tras la paz firmada entre Federico II de Sicilia y Carlos II de Anjou en 1302. Roger de Flor es informado rápidamente de la situación cada vez más desastrosa del Imperio Bizantino y, por lo tanto, ofrece sus servicios a Andrónico, que acepta todas las condiciones de los catalanes. Estos últimos llegan a Constantinopla en septiembre de 1303 y rápidamente son enviados a Cícico para preparar su campaña contra los turcos, acompañados por un pequeño contingente bizantino dirigido por Maroulès. Su ofensiva es deslumbrante y muy efectiva, lo que demuestra que el poder militar de los pueblos turcos está lejos de ser irresistible. Pero, a diferencia de otros mercenarios, la compañía catalana se niega a obedecer a los jefes bizantinos y no duda en saquear a las poblaciones griegas o turcas para completar su botín. Además, sus éxitos siguieron siendo efímeros, aunque Roger de Flor marchó hasta las fronteras del reino armenio de Cilicia.
Sin embargo, Éfeso es tomada por los turcos, poco después de la partida de los catalanes. Con bastante rapidez, las relaciones entre los griegos y los mercenarios se deterioran y, cuando Roger de Flor regresa a Magnesia para recuperar su botín, encuentra las puertas de la ciudad cerradas. Mientras se prepara para asediar la ciudad, Andrónico II lo llama para luchar contra la amenaza búlgara. Dirigidos por Teodoro Svetoslav, quien se deshizo de la tutela mongola, los búlgaros invadieron parte del territorio imperial. Después de una primera derrota, Miguel IX logra una victoria contra los búlgaros pero no logra eliminar la amenaza. Sin embargo, las tropas de Miguel IX se niegan a luchar junto a los catalanes, mientras que estos exigen recuperar su botín antes de partir para luchar contra los turcos. Finalmente, se llegó a un acuerdo en 1305 y Roger de Flor acordó regresar a Asia Menor, pero murió asesinado por los alanos mientras visitaba a Miguel IX, poco antes de su partida. Este incidente tuvo considerables repercusiones porque los catalanes dejaron el servicio del emperador y se embarcaron en una empresa de saqueo de Tracia e hicieron de Gallipoli una tierra aragonesa encabezada por Berenguer d'Entença. Miguel IX no tiene poder para derrotarlos y los catalanes logran llevar a 2.000 turcos a Europa, que se unen a su saqueo. Tracia se convierte rápidamente en tierra devastada y los catalanes terminaron en 1308 dejando esta tierra que se había vuelto impotente para alimentarlos.
La presencia catalana en tierras bizantinas reactiva los proyectos angevinos de conquista de Constantinopla. Por volver a casarse con Catalina de Valois-Courtenay, Felipe I de Taranto muestra el legado del Imperio Latino. Pero, de nuevo, esta amenaza solo es aparente. Sin embargo, en 1306, Felipe se alía con Venecia, que solo puede ver con buen ojo la recuperación de Constantinopla por parte de los latinos, esto le permitiría recuperar su dominio económico sobre la región. En 1308, es con el serbio Stefan Uroš II Milutin donde Felipe I concluye una alianza, mientras que el papa Clemente V lanzó un anatema sobre Andronico II. Finalmente, algunos dignatarios bizantinos deciden apoyar a los angevinos. Los francos luego buscan el apoyo de la Compañía catalana que domina la región de Casandreaa. No obstante, y a pesar de un acuerdo en 1308, los catalanes decidieron saquear Tesalia gobernada por Juan II Ducas. Después de un año de saqueos, se dirigieron al sur de Grecia antes de derrotar en 1311 a las tropas del Ducado de Atenas, del cual tomaron el control durante 80 años. Esta deserción de los catalanes obstaculiza la acción de los Angevinos, cuyo proyecto para restaurar un Imperio latino en Constantinopla se está volviendo cada vez más ilusorio.
El paso de los catalanes deja el Imperio bizantino en ruinas. No permitió la reconquista de Asia Menor porque los turcos reanudaron sus conquistas desde la partida de los catalanes, mientras que los bizantinos se resignaron, en 1307, a ceder las ciudades tomadas por los búlgaros (Mesembria, Anchialos, etc.). La provincia de Tracia no es más que un "desierto escita" para usar la expresión de los historiadores bizantinos, mientras que las finanzas están secas. Se estima que Andrónico ha dado casi un millón de hiperpiones a los catalanes, mucho más que el ingreso anual del Imperio bizantino. Ante tales gastos, la moneda bizantina se devaluó nuevamente en 1304. Andrónico reforzó el peso de los impuestos sobre los terratenientes de Tracia, pero también sobre los monasterios. Se crea un nuevo impuesto llamado sitokrithon; corresponde a un impuesto sobre el trigo y la cebada. Cada propietario debe vender una parte de su producción que luego se vende en los mercados a cambio de oro y plata utilizados para financiar a los catalanes. En Constantinopla, la llegada masiva de refugiados junto con las cosechas destruidas por los catalanes condujo a una escasez de alimentos que nutrieron un mercado negro rentable. El patriarca Atanasio I de Constantinopla apoya firmemente al emperador en su lucha contra este comercio ilegal. Simultáneamente, los turcos, que se habían unido a los catalanes en Europa, continúan extendiendo el terror en Tracia y Miguel IX no logra derrotarlos. Finalmente, gracias al apoyo de los serbios, la tropa turca liderada por Halil fue derrotada en la península de Gallipoli en 1312.

## La desintegración del Imperio y el fin del reinado de Andrónico II

### Asia Menor en apuros
Después del episodio catalán, los bizantinos son cada vez más conscientes de la grave situación de las posesiones imperiales en Asia Menor. Es difícil establecer la cartografía precisa de los diversos emiratos turcos en la región, pero la mayoría participa más o menos en la merienda de las tierras bizantinas. Entre estos, uno puede observar al Emirato de los Germiyanidas que sujetan Frigia desde el final del siglo XIII extendiéndose desde Ankara hasta el valle del meandro, pero que está perdiendo poder gradualmente y sus territorios occidentales cerca del Mar Egeo se están emancipando gradualmente para formar estados independientes. En el suroeste de Asia Menor es el emirato de Menteşe el que se desarrolla a expensas de las tierras bizantinas cercanas al meandro. Este emirato es también el primero en establecer una flota, aprovechando en particular las antiguas tripulaciones bizantinas desempleadas desde la disolución de la armada bizantina. Al norte, el emirato de Aydin se libera de la tutela de los Germiyanidas y es él que se apodera de Éfeso en 1304. En 1317, Mehmed Beg asaltó la ciudad de Esmirna. Más al norte están los emiratos de Saruhan y Karasi, que no tienen el mismo éxito pero logran apoderarse de grandes ciudades como Pérgamo, Magnesia del Meandro o incluso toda Misia. En ese momento, solo Filadelfia seguía siendo nominalmente bizantina.
En cuanto a los otomanos, están confinados al noroeste de Anatolia y más allá de los Sangarios. Es uno de los emiratos más pequeños, pero también el que más se beneficia del derrumbe del Imperio Bizantino. En 1307, controló el campo que rodea las ciudades de Nicea, Nicomedia y Prusa. El Imperio Bizantino era impotente debido a su disensión con los catalanes y los turcos, presentes en Europa.

### Guerra civil

#### Contexto
A finales de la década de 1310, la situación finalmente pareció mejorar para el Imperio. Los catalanes se establecieron en Grecia, mientras que los planes para restaurar el Imperio latino de Constantinopla habían desaparecido definitivamente y las tensiones dentro de la Iglesia se habían resuelto. Finalmente, en 1318, la muerte de Tomás de Epiro y Juan II Ducas, sin sucesión, condujo a la desaparición de la dinastía Ducas. El antiguo despotado de Epiro se convierte en el escenario de una lucha de poder entre el Imperio y Nicolás Orsini, el conde de Cefalonia, durante el cual Constantinopla logra recuperar el control de la parte norte del antiguo despotado. A pesar de estos pocos éxitos, el Imperio pronto se enfrentó a una disputa dinástica que minó sus fuerzas.
La cuestión de su sucesión preocupó a Andrónico II desde muy temprano, ya que asoció a su hijo Miguel al trono en 1294. Este último iba a casarse inicialmente con Catalina de Courtenay, la heredera del título de emperador latino de Constantinopla, pero la oposición de la Santa Sede vence el proyecto y Miguel debe casarse con una hija del rey Leon III de Armenia. Miguel tiene dos hijos de esta mujer: Andrónico y Manuel. El primero, el futuro Andrónico III, obtiene el título de déspota y, muy pronto, Andrónico II planea asociarlo con él al trono para consolidar la dinastía, lo que hizo en 1316. Pero, al mismo tiempo, tuvo que enfrentar las demandas de su segunda esposa, Yolanda de Montferrato, con quien tuvo tres hijos. Yolanda quería dividir el Imperio entre sus tres hijos y Miguel IX, lo que era inimaginable. En su desesperación, ella termina exiliada en Salónica. A pesar de esta renuncia, Andrónico tiene que ver por sus dos coemperadores. Andrónico III rápidamente demuestra ser un personaje ambicioso y teme no tener tiempo para ascender al trono o al menos llegar allí demasiado tarde. Él es la causa de un trágico accidente en el que él y sus hombres matan inadvertidamente a su hermano Manuel. Este shock precipitó la muerte de Miguel IX, que acababa de experimentar la muerte de su hija Ana, poco antes. El hijo de Andrónico II murió en 1320, dejando a Andrónico III como el único coemperador. Decepcionado por la actitud de su nieto, Andrónico II decide desheredarlo en beneficio de su hijo menor Constantino, este hecho abre el camino a la primera de las guerras civiles en la era Paleólogo.
Si esta guerra civil estalla, se debe, sobre todo, a la impopularidad de un emperador en el poder desde 1282 y cuyo reinado es similar para sus contemporáneos a una serie de desastres. En 1320, el Imperio estaba arruinado financiera y económicamente. Andrónico II intenta contrarrestar esta situación con nuevos impuestos que aplastan un poco más a la población bizantina. Este resentimiento se ve reforzado por la relativa prosperidad de los grandes terratenientes de Tracia. En el nivel externo, Asia Menor parece definitivamente perdida y solo unas pocas ciudades aún resisten detrás de sus muros al empuje turco. Por lo tanto, no es sorprendente ver a Andrónico III apoyado por una gran parte de la población frente a un emperador que envejece, impopular y sobrepasa sus poderes al privar a su nieto de todos los derechos a la sucesión.

#### La guerra
Andrónico III se beneficia en primer lugar del apoyo de la aristocracia terrateniente que abolió el impuesto en las ciudades de Tracia para ganarse a la población local. Entre sus aliados más cercanos están Juan Cantacuceno, Sirgiano Paleólogo y Teodoro Sinadeno. El primero es un noble y amigo de la infancia de Andrónico y, como Teodoro Sinadeno, un miembro de la aristocracia militar y terrateniente. A estos tres hombres se agrega Alejo Apocaucos. Juan Cantacuceno y Sirgiano Paleólogo aprovechan la insatisfacción de la población para ocupar varios pueblos en Tracia y reunir tropas. Las justificaciones para esta revuelta son dobles: por un lado, derrocar a un emperador que se ha vuelto impopular y, por otro lado, restaurar a Andrónico III en sus derechos legítimos. Andrónico II logró arrestar a su nieto, pero en 1321 este último logró huir y unirse a sus partidarios en Adrianopolis. Declarado emperador, dirigió a sus tropas a las puertas de Constantinopla, donde Andrónico II acordó firmar un tratado el 6 de junio de 1321, por el cual divide el imperio en dos partes. Cada uno de los emperadores tendría los mismos derechos. Sin embargo, Sirgiano Paleólogo decide unirse a Andrónico II debido a su insatisfacción con la preferencia mostrada de Andrónico III por Cantacuceno. Esto le permite a Andrónico II reanudar la lucha contra su nieto de diciembre de 1321.
Esta lucha armada pronto agota los recursos de Andrónico III, que debe contar con la ayuda de Juan Cantacuceno. Este último levanta una tropa de mercenarios a sus expensas al tiempo que la creciente popularidad de Andrónico III está simbolizada por el paso de Tesalónica y la isla de Lesbos a la causa rebelde. En julio de 1322, se firma un nuevo acuerdo que establece una diarquía a la cabeza del Imperio, pero de hecho, es Andrónico II quien ejerce el poder real, mientras que Andrónico III reside en Didimótico, donde es responsable de la defensa del imperio contra los búlgaros. Estos últimos amenazan Adrianópolis, después de haber tomado Filipópolis. Después de repeler a los búlgaros, Andrónico III entra en Bulgaria y deja que uno de sus generales se haga cargo de Filipópolis. Poco después, Andrónico III recibió la garantía de ser el heredero de Andrónico II, y finalmente fue coronado emperador en 1325. Sin embargo, esta aparente buena comprensión ocultaba una profunda desconfianza entre los dos emperadores.
A nivel externo, la guerra civil y la división de tareas tuvieron consecuencias perjudiciales para el Imperio, que luchaba para contener a sus adversarios externos. En su desesperación, Andrónico II llama a Alejo Filantropeno para luchar contra los turcos que asedian Filadelfia. A pesar de su ceguera y su edad, logró repeler a los turcos, pero nada fue posible contra las acciones de las flotas turcas en el Mar Egeo. En el frente europeo, los bizantinos lograron hacer las paces con los búlgaros porque el nuevo zar Miguel III Asen de Bulgaria se casó con Teodora, la viuda de su predecesor e hija de Miguel IX. Sin embargo, en 1326, la ciudad de Prusa cae en manos de los otomanos. La inestabilidad política del Imperio fue confirmada por la revuelta de Juan Palólogo, el sobrino de Andrónico II y gobernador de Salónica que logró obtener el apoyo de los serbios pero murió en 1326. Este interés de los serbios por la política del Imperio se confirma en el otoño de 1327 cuando la guerra civil está a punto de reanudarse. En mayo de 1327, Andrónico III firma un tratado de alianza con su cuñado y Kan de los búlgaros Miguel III. Este tratado prevé el apoyo de Andrónico III en la lucha de Miguel contra los serbios si este apoya a Andrónico III contra su abuelo. En respuesta, Andrónico II une fuerzas con Stefan Uroš III Dečanski, Rey de Serbia.
Durante el otoño de 1327, los dos emperadores intercambian cartas cada vez más agresivas, mientras que Andrónico II parece perder todo sentido de la mesura e insiste absolutamente en negar a Andrónico III su derecho sobre la corona. Al mismo tiempo, las promesas de Andrónico III le permiten ganar popularidad. En junio de 1328, la ciudad de Salónica se pasa a su lado, como la mayoría de la Macedonia bizantina. A pesar de su promesa de intervenir, los serbios permanecen pasivos y Andrónico II debe apelar a los búlgaros que aceptan renunciar a su alianza con Andrónico III. Sin embargo, este último prohibió el paso al ejército búlgaro y persuadió a su jefe para que se retirara. El último soporte de Andrónico II había desaparecido, su lucha esta perdida. El 23 de mayo de 1328, Andrónico III entra en Constantinopla gracias al apoyo de sus seguidores dentro de la ciudad. Acompañado por 800 hombres, Andrónico III destrona a su abuelo, sin violencia. Casi ciego, Andrónico II se convierte en monje bajo el nombre de Antonio y se retira, en 1330, a un monasterio donde muere el 13 de febrero de 1332.

## Matrimonio y descendencia
En 1273 se había casado con Ana de Hungría, hija del rey Esteban V, con quien tuvo dos hijos:
1. Miguel IX Paleólogo
2. Constantino Paleólogo

Tras la muerte de esta en 1281, Andrónico se casó en 1284 con Yolanda, hija de Guillermo VII de Montferrato, que tomó el nombre de Irene y le dio cuatro hijos:
1. Juan (h. 1286 – 1308)
2. Teodoro I, marqués de Montferrato (1291 – 1338)
3. Demetrio (murió después de 1343)
4. Simónida (1294 – después de 1336), que se casó con el rey de Serbia, Stefan Uroš II Milutin
5. Asporsha (1300 - 1362), que se casó con bey otomano Orhan

También tuvo, al menos, dos hijas ilegítimas:
1. Irene, esposa de Juan II, déspota de Tesalia
2. María, esposa de Tokhta o Tojta, kan de la Horda de Oro